# Benedetto Pallavicino
Benedetto Pallavicino (Cremona, c. 1551 - Mântua, 26 de novembro de 1601) foi um compositor e organista italiano.
Um prolífico compositor de madrigais, trabalhou como organista em várias igrejas na região de Cremona antes de se fixar na corte Gonzaga de Mântua, onde foi um colaborador próximo de Giaches de Wert e um concorrente de seu bem mais famoso contemporâneo Claudio Monteverdi, que por fim sucedeu-o no cargo de mestre de capela. Pallavicino ficou conhecido principalmente por sua música secular, em especial seus madrigais, dos quais ele escreveu dez livros, sendo que os dois últimos foram publicados postumamente por seu filho. Além de seus madrigais, ele também deixou um pequeno corpo de obras vocais sacras.
Seus madrigais fazem uso de quatro a seis vozes, e mostram a influência das várias tendências estilísticas que se cruzavam na época. Há uma progressão gradual de um estilo denso de polifonia imitativa para um estilo de escrita declamatório, típico da seconda pratica, que foi uma das características musicais que definem o início do Barroco. Ao contrário de Monteverdi, para quem o senso de drama era um dos definidores dos seus madrigais polifônicos, Pallavicino pouco explorou as possibilidades de caracterização dramática inerentes aos textos.
A música de Pallavicino era popular em seu tempo, e foi impressa e reimpressa várias vezes após sua morte. Prova sua popularidade a presença de peças suas em antologias publicadas em locais distantes como a Inglaterra e Países Baixos. Enquanto que Pallavicino foi respeitado pela maioria de seus contemporâneos, para as gerações seguintes a sua realização foi completamente ofuscada pela de Monteverdi. Somente em anos recentes sua música vem sendo novamente estudada e reapreciada.